# Naturlära
Naturlära är ett äldre pedagogiskt begrepp. I läroverksstadgan från 18 februari 1905 och undervisningsplanen för realskolor 2 mars 1906 betecknades med naturlära de naturvetenskapliga discipliner, som förekom i realskolan, nämligen biologi (zoologi och botanik), fysik och kemi, medan dessa ämnen skiljdes åt på gymnasiet (undervisningsplan 30 april 1909). Sedermera infördes genom k. kung. 9 okt. 1908 samma skillnad i realskolan, vilket innebar, att särskilda betyg utdelades både i biologi, fysik och kemi. I näst föregående läroverksstadga (1 nov. 1876) förekom i de fem nedersta klasserna namnet naturlära för biologi och de elementära begrepp, som meddelades i fysik och kemi. I gymnasialklasserna förekom naturvetenskap med underavdelningarna naturalhistoria (= biologi), fysik och (på reallinjen) kemi.
Se även naturkunskap och NO-ämnen.